# Milton (Kentucky)
Milton és una població dels Estats Units a l'estat de Kentucky. Segons el cens del 2000 tenia 525 habitants.

## Demografia
Segons el cens del 2000, Milton tenia 525 habitants, 233 habitatges, i 143 famílies. La densitat de població era de 170,3 habitants/km².
Dels 233 habitatges en un 26,6% hi vivien nens de menys de 18 anys, en un 50,2% hi vivien parelles casades, en un 6,9% dones solteres, i en un 38,2% no eren unitats familiars. En el 31,8% dels habitatges hi vivien persones soles el 18% de les quals corresponia a persones de 65 anys o més que vivien soles. El nombre mitjà de persones vivint en cada habitatge era de 2,25 i el nombre mitjà de persones que vivien en cada família era de 2,84.
Per edats la població es repartia de la següent manera: un 19,4% tenia menys de 18 anys, un 10,7% entre 18 i 24, un 25,7% entre 25 i 44, un 25% de 45 a 60 i un 19,2% 65 anys o més.
L'edat mediana era de 41 anys. Per cada 100 dones de 18 o més anys hi havia 83,9 homes.
La renda mediana per habitatge era de 23.250 $ i la renda mediana per família de 34.688 $. Els homes tenien una renda mediana de 27.500 $ mentre que les dones 14.875 $. La renda per capita de la població era de 13.264 $. Entorn del 12,2% de les famílies i el 19,6% de la població estaven per davall del llindar de pobresa.

## Poblacions més properes
El següent diagrama mostra les poblacions més properes.